# Château de Montbrun (Lot)
Le château de Montbrun est un château situé à Montbrun, dans le département du Lot, en France.

## Historique
Le fief appartient d'abord à la famille de Gourdon. En 1223, Bertrand de Gourdon cède le fief de Montbrun à Dorde ou Déodat de Barasc, seigneur de Béduer. Déodat de Barasc meurt en 1231 et transmet le fief à son fils Déodat II. Il meurt après 1271, transmettant les trois quarts à son fils Déodat III, et le reste à sa fille mariée à Hugues d'Arpajon dont leur fils, Béranger d'Arpajon, l'échange en 1315 contre d'autres biens avec le roi de France. À la mort de Déodat III de Barasc, en 1286, Lombarde de Balaguier, son épouse, reçoit le tiers, Arnaud de Barasc, son frère, reçoit le deuxième tiers, le reste est partagé entre ses deux nièces, filles de Raymond de Barasc. Les deux nièces ont passé un accord avec leur tante Lombarde et n'apparaissent plus dans l'histoire du château. Lombarde de Balaguier transmet sa part à sa sœur Douce de Balaguier mariée à Bernard Hugues de Cardaillac-Varaire. En 1299, Douce de Balaguier meurt. Son fils, Guillaume II de Cardaillac-Varaire, échange sa part de la seigneurie avec le roi de France, en 1317. Le roi de France donne sa part de la seigneurie de Montbrun au comte d'Évreux qui la vend à Pierre Duèze, frère du pape Jean XII. Arnaud Duèze, vicomte de Carmaing, hérite d'une partie du château et la vend en 1333 à Hugues III de Cardaillac-Brengues, son cousin. La part de la seigneurie reçue par Arnaud de Barasc a été transmise à ses deux fils , Arnaud et Raymond. Raymond de Barasc a donné sa part à son neveu, Déodat de Bouyssou, qui l'a vendue en 1342 à Marquès II de Cardaillac-Brengues (vers 1320-vers 1405). Son frère, Arnaud de Barasc marié à Anne de Melun, a eu une fille, Hélène, mariée en 1312 avec Géraud de Montal. Leur fille, Isabelle de Montal, a épousé en 1342 Marques II de Cardaillac-Brengues permettant à cette famille de réunir toute la seigneurie dans une seule main. 
Pendant la guerre de Cent Ans, en 1362, le château est pris par la compagnie de routiers commandée par Raymond de Sort originaire des Landes, qui est neveu de Bertucat d'Albret, à la solde des Anglais. Le château a été délivrée par le comte d’Armagnac en 1396.
L’édifice, relevé de la ruine au lendemain de la guerre. Il a été incendié en 1578 pendant les guerres de religion.
Marguerite de Cardaillac-Brengues est l'héritière de la seigneurie. Elle a épousé en 1563 François de Suzanne. La seigneurie est vendue en 1616 par leur fils Jean de Suzanne à Jacques de Laurency, gentilhomme ordinaire de la Chambre du Roi, conseiller du Roi en ses Conseils d'État et privés, conseiller près de la Reine Mère, viguier de Figeac entre 1608 et 1625.
Son fils unique, Jean Louis de Laurency, marié avec Marie Thérèze Fleuriot, voit la seigneurie élevée au rang de marquisat par lettres patentes, en septembre 1681. Les Laurency ont aménagé, au sud, une terrasse sous laquelle ils ont créé une pièce largement ouverte sur la vallée qui permet de voir le large cingle de la vallée et le cirque du Saut de la Mounine sur la rive opposée du Lot. N'ayant pas eu d'héritier, il a transmis la seigneurie à sa sœur, Marie Éléonore de Laurency, mariée en 1662 avec François de La Prune, propriétaire du château voisin de Salvagnac-Cajarc.
Les La Prune ont conservé le château jusqu’à la Révolution, mais ils ont habité le château de Salvagnac, abandonnant le château de Montbrun.
À la Révolution le château est saisi comme bien national et est vendu le 18 ventôse an VI. Il semble avoir été acheté par des hommes de paille car il se retrouve rapidement entre les mains de la famille Jammes qui l'a conservé jusqu'en 1965 mais sans l'entretenir.
L'édifice est classé au titre des monuments historiques le 28 décembre 1984.